# Lina Knudsen
Lina Almind Knudsen (født 17. december 1985 i Uldum) er en dansk curlingspiller. 
Hun er reserve på det danske kvindecurlingslandhold (Team Dupont) og skal med til vinter-OL 2018 i Pyeongchang, Sydkorea. Holdet består ellers af søstrene Denise Dupont og Madeleine Dupont samt Julie Dall Høgh og Mathilde Halse.